# Miroslav Navratil
Miroslav (Friedrich) Navratil (Sarajevo, 19. srpnja 1893. – Zagreb, 7. lipnja 1947.) bio je hrvatski vojnik, pilot, i general koji je služio u vojskama Austro-Ugarske, Kraljevine Jugoslavije, te Nezavisne Države Hrvatske.

## Životopis
Navratil je rođen u Sarajevu, na području Bosne i Hercegovine. Pohađao je gimnaziju u Sarajevu, a završio školu kao kadet u Grazu. U Prvom svjetskom ratu služio je u vojsci Austro-Ugarske, kao borbeni pilot u carsko-kraljevskom ratnom zrakoplovstvu. Dok se borio na istočnom i talijanskom bojištu, postigao je pobjedu kao pripadnik lovačke eskadrile Flik 41J 14. travnja 1918., prije preuzimanja zapovjedništva nad eskadrilom Flik 3J 9. lipnja 1918. god. Leteći na avionu Albatros D.IIIs, postigao je još devet pobjeda. Dobio je čin natporučnika.